# Too Far (canción de Kylie Minogue)
Too far (Demasiado lejos) es una canción pop de la cantante australiana Kylie Minogue que viene incluida en su sexto álbum de estudio Impossible Princess. En 1998 la canción fue lanzada como sencillo promocional en el Reino Unido

## Formatos
CD Promo
1. Too Far - 4:42
2. Too Far (Brothers in Rhythm mix) - 10:21
3. Too Far (Junior Vasquez mix) - 11:44

Single vinilo promocional

1. Too Far (Brothers in Rhythm mix) - 10:21
2. Too Far (Junior Vasquez mix) - 11:44

## Presentaciones en vivo
Intimate and Live
Showgirl Homecoming Live
- Datos: Q1322708